# West-Front
Die West-Front war eine deutsche Soldatenzeitung, die während des Zweiten Weltkriegs erschien. Sie ist nicht zu verwechseln mit einer gleichnamigen Soldatenzeitung aus dem Ersten Weltkrieg.

## Geschichte
Die West-Front wurde bereits seit Ende Oktober 1939 in Düsseldorf unter der Herausgeberschaft der Propagandakompanie 637 publiziert. Nachdem sie April 1940 nach Rheydt verlegt worden war, nahm die Propagandakompanie am Westfeldzug teil. Am 3. Juni erreichte sie Cambrai und brachte die West-Front mit dorthin. Da die Zeitung der 18. Armee erst ab dem 13. Juni erschien, wurde letztere und auch andere Einheiten mitbeliefert. In diesem Monat wurde eine Gesamtauflage von fast 156.000 Stück erreicht, von der die 6. und 18. Armee (bzw. deren PK 621) etwas mehr als 120.000 Stück erhielten.
Am 14. Juni 1940 wurde ein Trupp der Propagandakompanie nach Paris entsandt, um dort nach einer Druckmöglichkeit zu suchen. Fünf Tage später kam auch der Rest der Kompanie nach, die nun einer dortigen Propaganda-Abteilung zugeteilt wurde, um über die erwarteten Waffenstillstandsverhandlungen zu berichten. Zu der Waffenstillstandsunterzeichnung erschien am 21. Juni eine Sondernummer. Am 1. Juli wurde die West-Front in Belgien durch das zivile Besatzungsorgan Brüsseler Zeitung ersetzt.
Da die PK 612 (9. Armee) bis dahin keine eigene Frontzeitung hatte, erbat sie am 19. Juni 1940 eine Lieferung von 50.000 Stück, womit die West-Front an die Grenzen ihrer Auslastungsmöglichkeiten kam (genutzt wurde die Druckerei des Paris Soir). Eine zusätzliche Belastung entstand dadurch, dass die PK 621 Anfang Juli Frankreich verließ und ihre Zeitung Der Vormarsch einstellte, die entstehende Lücke bis zur Verlegung wurde ebenfalls durch die West-Front geschlossen. Am 11. Juli ging die PK 637 nach Rennes, während die West-Front noch in Paris zurückblieb, sodass sie durch ein Kurierflugzeug nach Rennes gebracht wurde. Nach Verhandlungen mit der Zeitung L'ouest éclair konnte die West-Front ab dem 15. Juli in Rennes erscheinen. Sie hatte nunmehr eine Auflage von 40.000 Exemplaren.
Seit Mitte August 1940 gab die Propagandakompanie 637 als erste Heeres-PK eine Illustrierte heraus. Die aufwendig gestaltete und mit farbigen Fotos und Zeichnungen aufwartende Westfront-Illustrierte, von einer eigenen Redaktion in Paris erstellt, war eine Wochenendbeilage der West-Front. Thematisch konzentrierte sie sich auf das aktuelle Geschehen im Deutschen Reich. Die Illustrierte startete mit 30.000 Exemplaren, eine Sonderausgabe, die den Vormarsch der 6. Armee zusammenfasste, wurde im September in einer Auflage von 100.000 Stück vertrieben. Die West-Front selbst erschien vom 1. September bis 16. September mit 60.000 und fortan bis 30. September mit 72.000 Exemplaren. Ihr Umfang betrug ab dem 5. Oktober acht Seiten, bis dato hatte nur die Sonntagsausgabe mit dieser Seitenzahl aufgewartet.
Anfang März 1941 kam die 6. Armee und damit auch die Propagandakompanie nach Südpolen, da die Pläne für das Unternehmen Seelöwe nicht verwirklicht worden waren. Aus Gründen der Tarnung wurde aber die Zeitung ab dem 25. März von der PK 670 weitergeführt. Um die Kompanie nicht zu überlasten, fusionierte am 22. April 1941 die West-Front mit dem in Bordeaux erscheinenden Armee-Nachrichtenblatt, die daraus hervorgegangene Zeitung führte den Titel des letzteren, erschien aber nun in Paris, wurde durch die örtliche Pariser Zeitung gedruckt und ins gesamte Armeegebiet geliefert.